# Serafina Corrêa
Serafina Corrêa  este un oraș în Rio Grande do Sul (RS), Brazilia.